# Araquari
Araquari là một đô thị thuộc bang Santa Catarina, Brasil. Đô thị này có diện tích 401,831 km², dân số năm 2007 là 21974 người, mật độ 54,7 người/km².